# Haspelschiedt
Haspelschiedt je francouzská obec v departementu Moselle v regionu Grand Est. V roce 2013 zde žilo 304 obyvatel.

## Poloha
Sousední obce jsou: Bitche, Bousseviller, Hanviller a Roppeviller.

## Vývoj počtu obyvatel
Počet obyvatel